# Lista elettorale
La lista elettorale, nell'ordinamento giuridico italiano, così come in quello di altri paesi, individua un elenco di persone che si candidano, insieme e/o in contrapposizione in una competizione elettorale, al fine di ricoprire una carica elettiva.
Essa però indica anche l'elenco delle persone legittimate ad esprimere la propria preferenza in una votazione per l'elezione ad una carica in genere pubblica (cosiddetto elettorato attivo ed elettorato passivo).

## La lista come raggruppamento di candidati
Gli elettori esprimono il loro voto per la lista e, qualora il sistema elettorale lo preveda, per uno o più singoli candidati all'interno di tale lista (voto di preferenza).
Sulla scheda elettorale ogni lista è solitamente identificata da un nome e da un contrassegno grafico. L'elettore esprime il proprio voto tracciando una croce entro il rettangolo che li contiene e, se è previsto il voto di preferenza, scrivendo i nomi dei candidati scelti.
Nelle elezioni politiche, nazionali o locali, ogni lista viene generalmente presentata da un partito o movimento politico, o da più partiti o movimenti coalizzati insieme. La legge richiede, per la presentazione di una lista, che venga raccolto un certo numero di firme di elettori, che varia a seconda del tipo di elezione e dell'ampiezza della circoscrizione elettorale nella quale la lista viene presentata. (In Italia, tuttavia, i partiti già rappresentati in Parlamento sono esentati dall'obbligo di raccogliere le firme).
Nel caso in cui il sistema elettorale sia di tipo proporzionale, per ciascuna lista viene eletto un numero di candidati proporzionale al numero di voti ottenuti. Se è previsto il voto di preferenza, sono eletti i candidati che all'interno della lista hanno ottenuto il numero maggiore di preferenze; in caso contrario, sono eletti i candidati collocati ai primi posti della lista (in tal caso si parla di lista bloccata). Quando invece il sistema elettorale è di tipo maggioritario, vengono eletti in blocco tutti i candidati della lista che ottiene più voti (nel sistema maggioritario uninominale vi è un solo candidato per lista).
In alcuni sistemi elettorali (ad esempio quello in vigore in Italia per le elezioni regionali), ciascuna lista presenta un candidato presidente; più liste possono condividere lo stesso candidato presidente, in tal caso si parla di liste collegate. Il sistema elettorale può anche consentire di votare, sulla stessa scheda, per un candidato presidente e per una lista collegata ad un altro candidato: in tal caso si parla di voto disgiunto.
In Italia, per le elezioni politiche nazionali, di solito ogni partito presenta la propria lista (eventualmente collegata ad altre); per le elezioni amministrative invece, negli ultimi anni si presentano sempre più spesso le cosiddette liste civiche che, pur essendo di solito espressione di una ben determinata parte politica, hanno un nome che non richiama direttamente quello del partito o dello schieramento di riferimento, e in genere comprendono anche candidati "indipendenti" e/o personalità note nell'ambito locale, ma non impegnate in precedenza nell'attività politica.

## Lista come definizione dell'elettorato
Le cosiddette liste degli elettori comprendono i cittadini aventi diritto di elettorato attivo così come quelli aventi diritto di elettorato passivo. In Italia sono tenute dall'ufficiale elettorale, organo ai sensi della legge italiana, obbligatoriamente costituito e presente presso ogni comune d'Italia.